# USS Charleston (PG-51)
Pour les autres navires du même nom, voir USS Charleston.
L’USS Charleston est une canonnière de classe Erie de l'United States Navy.

## Histoire
Le Charleston quitte Norfolk (Virginie), le 24 février 1937 pour rejoindre l'escadre 40T, escadre créée lors de la guerre d'Espagne pour défendre les intérêts américains, dans laquelle il visite Dubrovnik, Trieste, Naples et Alger avant de retourner au Charleston Naval Shipyard pour une mise à jour le 24 avril. Le 9 juillet, il navigue vers Balboa (Panama) pour un entraînement approfondi et des exercices de combat dans la région de Panama avant de retourner à North Charleston, le 1er mars 1938.
Du 21 avril au 3 octobre 1938 et du 4 janvier 1939 au 27 juin 1940, il retourne dans les Caraïbes pour effectuer des patrouilles au large et des visites diplomatiques, et lors du deuxième voyage, il sert de vaisseau amiral.
En septembre 1940, il quitte Norfolk, en Virginie, et se dirige vers Seattle. De là, il se dirige vers l'Alaska jusqu'au 13e district naval. Du 6 novembre 1940 au 27 novembre 1941, il effectue cinq croisières depuis Seattle vers les îles Aléoutiennes.
Dès l'entrée des États-Unis dans la Seconde Guerre mondiale, le Charleston intensifie le programme de patrouilles et d'escorte de convois nécessaires pour protéger cette région de l'extrême nord, et à l'exception de quatre voyages vers les ports de la côte ouest pour la maintenance, il opère à partir de Dutch Harbor ou de Kodiak tout au long de la guerre. Parallèlement à ses fonctions d'escorte et de patrouille, il accomplit des missions telles que le débarquement d'équipes de reconnaissance, l'aide aux navires en détresse et la participation aux opérations sur l'île Attu, qui fut attaquée le 11 mai 1943. Deux jours plus tard, le Charleston arrive pour apporter sa puissance de feu et soutenir les troupes de l'armée à terre, bombardant le port de Chichagof et masquant les transports au large de l'île. Lors de l'attaque des bombardiers japonais le 22 mai, il échappe aux torpilles aériennes grâce à des manœuvres radicales, tout en éclaboussant un avion ennemi et en aidant à chasser les autres. Il fournit un tir d'appel jusqu'à ce que l'île soit sécurisée et soutient son occupation grâce à des escortes de convoi entre les îles Attu et Adak.
À la fin de la guerre, le Charleston se prépare pour servir en Extrême-Orient et, le 25 novembre 1945, arrive à Hong Kong. Il visite aussi Shanghai avant de retourner à San Francisco, le 4 mars 1946. Il est mis hors service le 10 mai et transféré à la Massachusetts Maritime Academy (en) le 25 mars 1948.
Le Charleston sert de navire-école à la Massachusetts Maritime Academy de 1948 à 1959. En 1959, il est renvoyé à l'United States Maritime Administration. Il est vendu à un investisseur italien qui prévoit de le transformer en hôtel flottant et discothèque.[réf. nécessaire]